# Tuvaluansk dollar
Tuvaluansk dollar (Tuv$ - Tuvaluan dollar) är den valuta som används i Tuvalu i Stilla havet. Valutakoden är AUD då den tuvaluanska dollarn endast finns i mynt, och i sedlar används australisk dollar. 1 Dollar = 100 cents.
De lokala mynten infördes under år 1976 och ersatte de australiska mynten.
Eftersom valutan inte är självständig har den inte någon ISO 4217-valutakod på liknande sätt som den färöiska kronan.

## Användning
Mynten ges ut lokalt och sedlarna ges ut av Reserve Bank of Australia - RBA som grundades 1960 och har huvudkontoret i Sydney.

## Valörer
- mynt: 1 och 2 Dollar
- underenhet: 5, 10, 20 och 50 cents
- sedlar: 5, 10, 20, 50 och 100 AUD